# Гавриленок Олександр Якович
Олександр Якович Гавриленок (біл. Аляксандр Якаўлевіч Гаўрылёнак; нар. 26 січня 1965, м. Мінськ, СРСР) — білоруський хокеїст, тренер. Головний тренер ХК «Брест». Майстер спорту.
Вихованець хокейної школи «Юність» (Мінськ). Перший тренер — Геннадій Бандурін. Виступав за «Прогресс-ШВМС» Гродно, «Динамо» (Мінськ), «Тівалі» (Мінськ), «Подгале» (Новий Торг), «Рубін» (Тюмень), «Ростокер» (Росток), «Адендорфер» (Люнебург).
Кар'єра тренера: «Динамо» (Мінськ) (тренер, 2003—2007), ФХРБ (тренер, 2007—2008), ХК «Берестя» (тренер, червень-листопад 2008), ХК «Брест» (в.о. гол. тренера, листопад-грудень 2008), ХК «Брест» (головний тренер, з грудня 2008).
У складі національної збірної Білорусі провів 17 матчів (39 пропущених шайб), учасник чемпіонатів світу 1994 (група C), 1995 (група C) і 1998.
Триразовий чемпіон Білорусі. Чемпіон Польщі (1997), срібний призер (1998).
Сини: Микола і Олексій Гавриленок.